# Сергиевский, Виктор Борисович
Виктор Борисович Сергиевский (7 декабря 1925, Новониколаевск — 2 августа 1992) — советский архитектор, соавтор ряда проектов в Новосибирске и за его пределами.

## Биография
Родился 7 декабря 1925 года в Новониколаевске.
С 1943 по 1950 год служил в Красной Армии. Участвовал в Великой Отечественной войне.
Окончил Новосибирский инженерно-строительный институт имени В. В. Куйбышева (специальность — архитектура). В 1957 году отправлен работать в Сибирский филиал Московского проектного института. Был в должности архитектора, руководил группой, архитектурно-планировочной мастерской, был главным инженером проекта. С 1967 года — заместитель главного инженера института по строительной части; в 1980 году назначен заместителем главного инженера по гражданскому комплексу; в 1980—1991 годах — главный архитектор НГПИ «ВНИПИЭТ».
Умер 2 августа 1992 года.

## Деятельность
Принимал участие в проектных работах для Новосибирского научного центра, научно-исследовательских институтов Восточно-Сибирского филиала СО АН СССР и наукограда СО ВАСХНИЛ, а также в проектировании жилых комплексов в Новосибирске (Красная горка, Снегири и Родники), Усть-Каменогорске, Степаногорске, санатории «Таврия» (Крым) и Казахстане.

## Награды
В 1971 году удостоен ордена «Знак Почёта».